# Sentinel-1A
Sentinel-1A és un satèl·lit artificial europeu d'imatgeria per radar llançat el 2014. És el primer satèl·lit Sentinel 1 llançat com a part del programa Copernicus de la Unió Europea. El satèl·lit transporta un Synthetic Aperture Radar de banda C que proporcionarà imatges en totes les condicions de llum i temps. Es farà un seguiment de molts aspectes del nostre entorn, de detecció i seguiment dels abocaments de petroli i la cartografia de gel marí per al seguiment de moviment dels canvis en superfícies terrestres i cartografia en la forma en què s'usa la terra.
Copernicus és el programa d'observació i seguiment terrestre de la Unió Europea a llarg termini sota el nom anterior de GMES (Global Monitoring for Environment and Security) i establert per un reglament que va entrar en vigor el 2014. És un programa guiat per usuaris sota control civil, que abasta en particular el llançament de sis famílies de satèl·lits d'observació de la terra dedicats propietat de la UE i els seus instruments - els anomenats Sentinels - i la posada en marxa de 6 Serveis Copernicus en els camps de control atmosfèric, marí i terrestre, canvi climàtic, control d'emergències i seguretat. Les dades i serveis del Copernicus estan disponibles de forma completa, oberta i lliure de cost per als usuaris, incloses les institucions de la UE, les autoritats dels Estats membres, el sector privat per al desenvolupament d'aplicacions comercials de baixada i serveis, socis internacionals, la comunitat científica mundial i ciutadans interessats. proporcionant imatges multi temporals amb Synthetic Aperture Radar amb una bretxa temporal de 12 dies. Els productes de dades es poden utilitzar per aplicacions d'interferometria SAR. Les descàrregues de dades es poden realitzar a través del centre de dades Sentinel. Els resultats de la missió Sentinel 2 també estan disponibles al mateix centre de dades.